# Hannie Schaft
Jannetje Johanna Schaft més coneguda com a Hannie Schaft (Haarlem, 16 de setembre de 1920 – Bloemendaal, 17 d'abril de 1945) va ser una prominent lluitadora comunista de la Resistència neerlandesa durant la Segona Guerra Mundial.

## Joventut i estudis
Schaft, habitualment nomenada "Jo", era filla del mestre d'escola normal Pieter Schaft i d'Aafje Palissada Vrijer. La seva mare era mennonita, i el seu pare era simpatitzant del Partit Socialdemòcrata dels Treballadors -un dels partits que van donar origen a l'actual Partit del Treball dels Països Baixos-. El 1938 va iniciar els seus estudis de Dret a la Universitat d'Amsterdam. Durant els seus estudis, Hannie Schaft va fer amistat amb dues estudiants jueves, Philine Polak i Sonja Frenk -que durant la Guerra s'ocultarien a casa dels pares d'Hannie-. Aquesta amistat va provocar que la discriminació dels jueus durant la Segona Guerra Mundial l'afectés personalment.

## Participació en la Resistència
Com a estudiant es va negar a signar la Declaració de lleialtat -envers el règim nazi-, i es va veure obligada a retirar-se a casa dels seus pares. Va començar a prendre part en la Resistència, ajudant persones en la clandestinitat amb cartilles de racionament i documents d'identitat robats. A la Resistència va adquirir el seu pseudònim «Hannie», coneguda també com «la pèl-roja». Durant aquest període es va unir al Consell de la Resistència (RVV), una organització estretament relacionada amb el Partit Comunista dels Països Baixos. En col·laboració amb Truus i Freddy Oversteegen va cometre diversos atemptats contra invasors alemanys, col·laboracionistes i traïdors.
El 8 de juny de 1944, en col·laboració amb Jan Bonekamp, va atemptar contra el pastisser Piet Faber, membre de l'NSB, el Moviment Nacional Socialista dels Països Baixos. Piet Faber va morir sis dies més tard. El 21 de juny del mateix any van atemptar amb èxit contra W.M. Ragut, però Jan Bonekamp va resultar mortalment ferit. El 5 de setembre següent va portar a terme un atemptat frustrat -en col·laboració amb Jan Heusdens- contra un agent de policia. El 25 d'octubre tenia planejat atemptar contra Fake Krist -conegut agent de policia de Haarlem, membre de l'NSB i col·laborador del SD, el Servei de Seguretat de les SS- amb l'ajut de Truus Oversteegen, però d'altres membres de la resistència a Haarlem se'ls van avançar.
Hannie Schaft va aprendre alemany fins a parlar-ho amb fluïdesa, i acostumava a usar els seus coneixements per xerrar amb soldats alemanys, el que la feia semblar una col·laboracionista als ulls d'alguns. Quan una secció de l'RVV a Velsen va executar un pagès sense permís dels seus comandaments, Hannie juntament amb altres dues dones, va lliurar una llista dels culpables de l'acte als líders de l'RVV. Els executors del pagès van ser delatats al SD, el que els va conduir a la mort. Després de la guerra es va investigar aquest incident a fons, establint-se que Hannie probablement no podia sospitar quina seria la conseqüència del seu acte.
L'1 de març de 1945, Hannie Schaft i Truus Oversteegen van matar d'un tret a l'agent de policia i membre de l'NSB Willem Zirkzee. El 15 de març van assassinar el famós perruquer Ko Langendijk, que treballava per al SD -Jan Bonekamp havia intentat ja liquidar-ho anteriorment, però sense èxit-.

## Arrest i execució
El 21 de març de 1945, Hannie Schaft va ser arrestada en un control policíac a Haarlem, quan portava publicacions il·legals i una arma. Els alemanys van descobrir a la caserna de policia de Haarlem a qui havien arrestat, i el nazi Emil Rühl la va portar a la Presó II d'Amsterdam. Encara que al final de la guerra existia un acord entre els ocupants i les forces de la resistència per a no matar dones, Hanni Schaft va ser afusellada el 17 d'abril de 1945 -tres setmanes abans d'acabar la guerra- a les dunes de Bloemendaal, per ordre de Willy Lages, cap del SD a Amsterdam. Hannie Schaft va ser odiada pels alemanys perquè va fer atacs inútils en els últimes dies de la guerra. Després d'un tret frustrat del seu executor, Maarten Kuiper -que també havia participat en l'arrest d'Anna Frank-, Hannie va dir, amb gran sang freda, «Jo disparo millor». Maarten Kuiper va buidar el carregador de la seva metralleta sobre seu.

## Enterrament amb honors

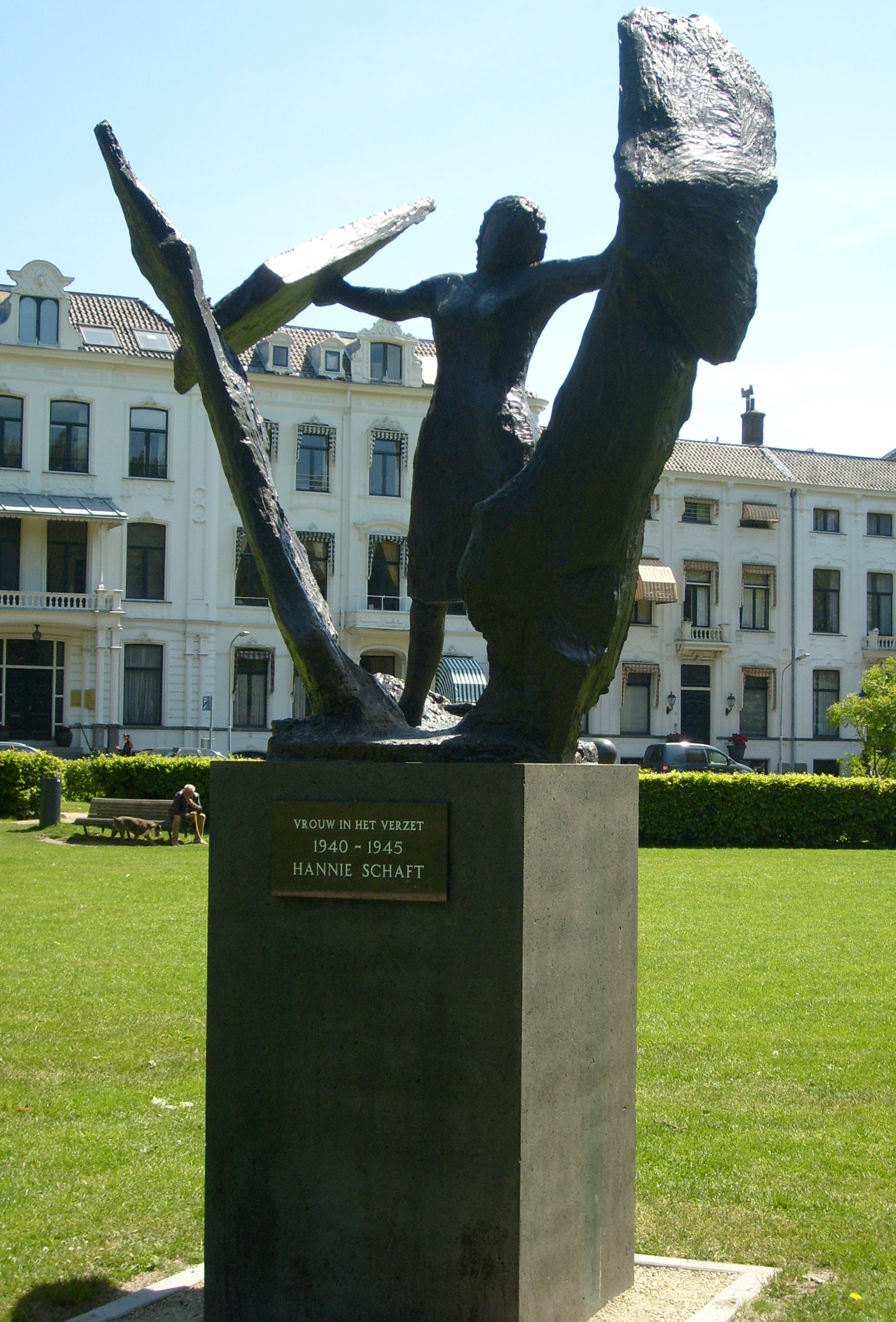
Hannie Schaft monument a Kenaupark, Haarlem.

El 27 de novembre de 1945, el seu cos va ser exhumat i traslladat al Cementiri d'Honor de Bloemendaal, a Overveen, en presència de la reina Guillermina, la princesa Juliana i el príncep consort Bernat de Lippe-Biesterfeld. Per la seva lluita contra els nazis, Hannie Schaft va obtenir, a títol pòstum, la Creu de la Resistència -la condecoració més alta dels Països Baixos per als membres de la Resistència-, i una distinció especial dels Estats Units.
El 3 de maig de 1982, la seva amiga de la Resistència Truus Menger-Oversteegen i la princesa Juliana van inaugurar una escultura de bronze en honor d'Hannie Schaft, al parc Kenau de Haarlem.

## Herència
Diverses escoles i carrers dels Països Baixos han estat batejats en el seu honor. I també en el seu honor i el de molts altres membres de la Resistència, es va crear la Fundació Nacional en Memòria d'Hannie Schaft. Es van editar diversos llibres i es van fer pel·lícules sobre la seva vida: el seu caràcter apareix, per exemple, en la pel·lícula L'assalt de Fons Rademakers. Ineke Verdoner va escriure una cançó sobre seu. Theun de Vries va escriure una biografia sobre la seva vida: Het meisje met het rode haar (La Pèl-roja). Aquest llibre va ser portat a la pantalla amb el mateix títol l'any 1981, per Ben Verbong, amb Renée Soutendijk com a protagonista.
El 22 de gener de 2008, la Unió Astronòmica Internacional va batejar el planeta menor 85119 com Hannie Schaft.